# Coenonympha amyntas
Coenonympha amyntas är en fjärilsart som beskrevs av Nikolaus Poda von Neuhaus 1761. Coenonympha amyntas ingår i släktet Coenonympha och familjen praktfjärilar. Inga underarter finns listade i Catalogue of Life.